# 卡耶山脊
卡耶山脊（Dorsum Cayeux）是位于月球丰富海中的一道皱岭，其中心月面坐标为1°36′N 51°12′E / 1.6°N 51.2°E，全长84公里，其名称取自法国地质学家卢西恩·卡耶（Lucien Cayeux，1864年3月16日-1944年11月1日），1976年该名称被国际天文联合会正式批准接受。